# Eustachy Erazm Sanguszko
Pour les autres membres de la famille, voir Famille Sanguszko.
Eustachy Erazm Sanguszko (°26 octobre 1768 à Radzyń Podlaski† 2 décembre 1844 à Slavouta, prince de la famille Sanguszko,

## Biographie
Il est le fils de Hieronim Janusz Sanguszko et de Cecylia Urszula Potocka.
Diplômé de l'école militaire de Strasbourg il sert dans l'armée française. Le 3 février 1789 il est nommé capitaine dans l'armée de la couronne, et major le 5 octobre 1789.
Il se distingue à la Bataille de Zieleńce le 18 juin 1792 et reçoit la Virtuti Militari. Le 29 juillet il est nommé général de brigade et entre au service de la Russie, alors que le roi accepte de rejoindre la confédération de Targowica.
Il démissionne en 1794, après le déclenchement de l'insurrection de Kościuszko et s'engage comme volontaire sa démission en tant que volontaire série a rejoint l'insurrection. Participant de l'insurrection de Kosciuszko en 1794 comme major général et commandant de la division. Il sauve la vie de Tadeusz Kosciuszko à la bataille de Szczekociny et prend part à la défense de Varsovie. Il est blessé le 26 août, jour où son épouse est emportée par la tuberculose.
En 1812, il sert comme général de brigade dans l'armée de Napoléon, rejoint son état major et prend part à la campagne de Russie. En 1813, alors qu'il a reçu le grade de général de division, il refuse de participer à la dernière campagne de Jozef Poniatowski et prend sa retraite.
En 1820, il est membre de la loge maçonnique Bracia Zjednoczeni (pl).

## Mariage et descendance
Il épouse Klementyna Czartoryska (1780-1852), qui lui donne pour enfants :
- Dorota Sanguszko (pl) (1799-1821), épouse de Karol Sanguszko
- Roman Stanisław Sanguszko (1800-1881)
- Władysław Hieronim Sanguszko (1803-1870)

## Sources
- VIAF
- ISNI
- Pologne
- NUKAT
- Tchéquie

- (pl) Cet article est partiellement ou en totalité issu de l’article de Wikipédia en polonais intitulé « Eustachy Erazm Sanguszko » (voir la liste des auteurs).